# Williams FW26
La Williams FW26 è una vettura di Formula 1, costruita dalla Williams per partecipare al campionato del 2004. Venne guidata dal colombiano Juan Pablo Montoya e dal tedesco Ralf Schumacher, piloti che facevano parte della squadra anche l'anno precedente; il secondo a causa di un infortunio fu sostituito in sei Gran Premi da Marc Gené e Antônio Pizzonia.

## Sviluppo
La progettazione della vettura venne curata da Patrick Head, in qualità di direttore tecnico, da Gavin Fisher, capo progettista, e da Antonia Terzi, relativamente al settore aerodinamico. La vettura, presentata il 5 gennaio 2004 presso il circuito di Valencia, fu caratterizzata da un anteriore di concezione differente rispetto alle altre monoposto, con la presenza di particolari supporti dell'alettone, che richiamavano la forma del muso di un tricheco. Tuttavia, a partire dal Gran Premio d'Ungheria, il muso della vettura venne riportato a una forma più tradizionale.

## Scheda tecnica
Fonti
- Lunghezza: -
- Larghezza: -
- Altezza: -
- Peso: 605 kg con pilota e telecamera
- Carreggiata anteriore: 1800 mm
- Carreggiata posteriore: 1800 mm
- Passo: -
- Telaio: monoscocca in materiale composito rinforzato con fibre di carbonio
- Trazione: posteriore
- Frizione: Automotive Products
- Cambio: 7 marce e retromarcia (comando semiautomatico sequenziale a controllo idraulico)
- Freni: Pinze Carbon Industries, dischi AP Racing
- Motore: BMW P84
  - Num. cilindri e disposizione: 10 a V 90°
  - Cilindrata: 2.998 cm³
  - Valvole: 40
  - Olio: Castrol
  - Benzina: Petrobras
  - Peso: 89 kg
- Pneumatici: Michelin
- Cerchi: OZ Racing 13"

## Stagione

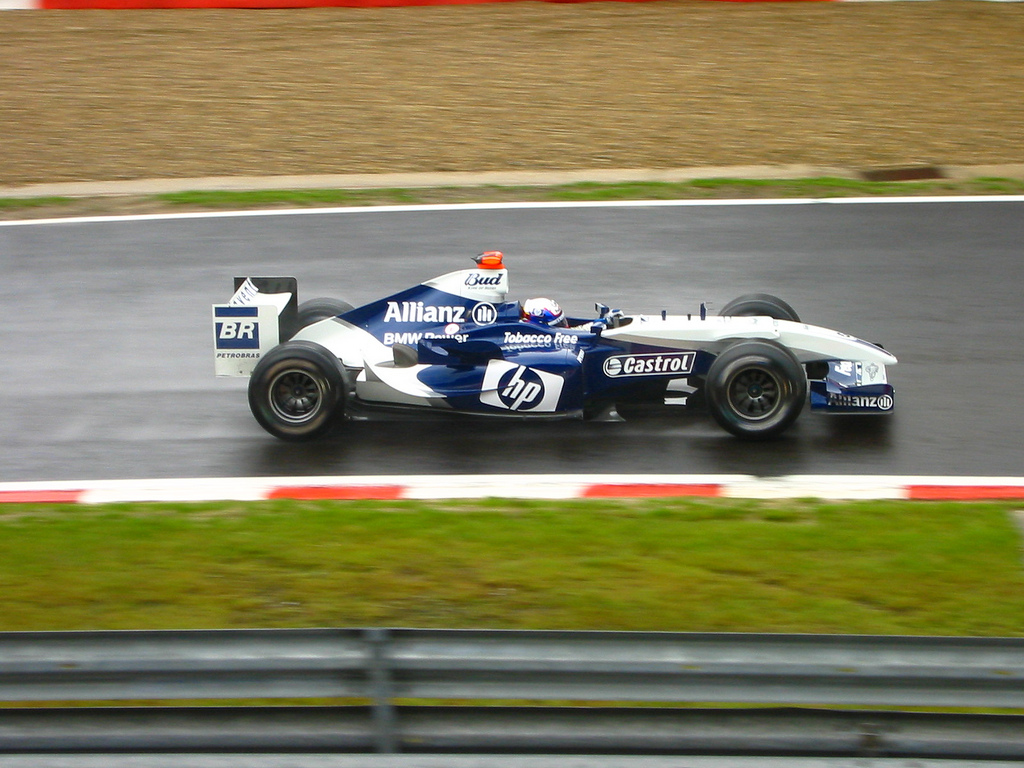
Montoya in Belgio

La vettura mostrò un netto calo di competitività rispetto alla stagione precedente, riportando risultati deludenti e soli 4 podi totali.
La prima parte della stagione vide Ralf Schumacher piazzarsi a punti in diverse occasioni, mentre Montoya salì sul podio in Malesia, dove fece anche segnare il giro più veloce, e a Imola.
Nel GP del Canada Schumacher ottenne la pole position e giunse secondo al traguardo, mentre Montoya arrivò in quinta posizione; tuttavia i due piloti, insieme a quelli della Toyota, furono squalificati dopo la gara per irregolarità tecniche ai freni. Nella gara successiva a Indianapolis, Montoya ricevette la bandiera nera per aver sostituito la vettura a meno di 15 secondi dall'avvio della procedura di partenza, mentre Ralf Schumacher a causa di una foratura subì un incidente in cui rimediò la frattura di due vertebre, infortunio che lo costrinse a saltare i sei Gran Premi successivi.
In Francia e in Gran Bretagna a sostituirlo fu lo spagnolo Marc Gené, che non conquistò punti iridati, mentre dal GP di Germania al GP d'Italia la vettura venne affidata al brasiliano Antônio Pizzonia, che arrivò 7º per tre volte e quindi colse 6 punti e il 15º posto finale. Nello stesso periodo Montoya registrò diversi arrivi in zona punti oltre a far segnare il record della pista di Monza in 1:19.525, che è stato per 14 anni anche il giro più veloce, in termini di media in km/h, della storia della Formula 1. Entrambi i primati vennero superati da Kimi Räikkönen il 1 settembre 2018, quando ottenne in 1:19.119 la pole position del Gran Premio d'Italia 2018 (262,687 km/h di media oraria).
Nel finale di stagione, Schumacher fece il suo ritorno in Cina e ottenne il miglior risultato in stagione in Giappone con il secondo posto in gara, mentre Montoya fece registrare l'unica vittoria per la scuderia, con giro veloce, nell'ultima gara in Brasile. Nella classifica finale Montoya si piazzò al 5º posto con 58 punti, mentre Schumacher fu 9º con 24; nel campionato costruttori la Williams giunse al 4º posto con 88 punti, risultato inferiore rispetto alla seconda piazza delle due stagioni precedenti.

## Risultati completi in Formula 1
| Anno | Team                 | Motore      | Gomme | Piloti        |   |     |    |   |     |    |     |    |     |    |    |   |   |     |   |     |   |   | Punti | Pos. |
| ---- | -------------------- | ----------- | ----- | ------------- | - | --- | -- | - | --- | -- | --- | -- | --- | -- | -- | - | - | --- | - | --- | - | - | ----- | ---- |
| 2004 | BMW Williams F1 Team | BMW P84 V10 | M     | Montoya       | 5 | 2   | 13 | 3 | Rit | 4  | 8   | SQ | SQ  | 8  | 5  | 5 | 4 | Rit | 5 | 5   | 7 | 1 | 88    | 4º   |
| 2004 | BMW Williams F1 Team | BMW P84 V10 | M     | R. Schumacher | 4 | Rit | 7  | 7 | 6   | 10 | Rit | SQ | Rit |    |    |   |   |     |   | Rit | 2 | 5 | 88    | 4º   |
| 2004 | BMW Williams F1 Team | BMW P84 V10 | M     | Gené          |   |     |    |   |     |    |     |    |     | 10 | 12 |   |   |     |   |     |   |   | 88    | 4º   |
| 2004 | BMW Williams F1 Team | BMW P84 V10 | M     | Pizzonia      |   |     |    |   |     |    |     |    |     |    |    | 7 | 7 | Rit | 7 |     |   |   | 88    | 4º   |

| Legenda | 1º posto     | 2º posto | 3º posto    | A punti         | Senza punti/Non class.  | Grassetto – Pole position Corsivo – Giro più veloce |
| Legenda | Squalificato | Ritirato | Non partito | Non qualificato | Solo prove/Terzo pilota | Grassetto – Pole position Corsivo – Giro più veloce |